# نیکولا مودستی
نیکولا مودستی (انگلیسی: Nicola Modesti؛ زادهٔ ۹ مهٔ ۱۹۹۰) بازیکن فوتبال اهل ایتالیا است.